# Kevin McNally
Kevin Robert McNally (* 27. dubna 1956, Bristol, Velká Británie) je britský herec, zvukař a scenárista. Proslul především svojí rolí piráta Joshameea Gibbse z filmu Piráti z Karibiku.

## Život
Jako dítě vyrůstal v Birminghamu, zde chodil do školy Redhill and Mapledene a Central Grammar. Ve věku 16 let získal svoji první práci v Birminghamském divadle. Poté v roce 1975 vyhrál cenu nejlepšího herce Bancroft Gold Medal za jevištní vystoupení. V roce 1977 debutoval na velkém plátně v bondovce Špion, který mě miloval. Dále hrál například předsedu vlády ve filmu Johnny English.
Od roku 1976 byl zapojen do mnoha televizních projektů, např. hrál římského vladaře Castora, syna Tiberia, v seriálu z produkce BBC Já, Claudius (1976), Pán času (1984).
Roku 2012 propůjčil svůj hlas a vzhled postavě Roberta Faulknera z hry Assassin's Creed III.